# Palomares del Río
Palomares del Río – gmina w Hiszpanii, w prowincji Sewilla, w Andaluzji, o powierzchni 13 km². W 2011 roku gmina liczyła 7709 mieszkańców.